# Fender Starcaster
Fender Starcaster byla první pololubová elektrická kytara od společnosti Fender. Starcaster byl součást pokusu proniknout na trh pololubových kytar, jenž byl ovládán společností Gibson, a to hlavně modelem ES-335.

## Konstrukce
Starcaster měl unikátně řešenou hlavu se zvýrazněnou spodní linií v barvě těla, kterou nikdy žádný jiný Fender neměl. (Některé prototypy kytary Fender Maruader, modelu který byl zrušen těsně před uvedením na trh a také byl navržen Fieldem, měly podobný tvar hlavy.) Dále byl unikátní svým, na pololubovou kytaru neobvyklým, asymetrickým („offset“) tělem, javorovým hmatníkem, šroubovaným krkem, novátorským rozložením ovládacích prvků, které se skládaly z ovladačů hlasitosti a tónové clony pro každý snímač zvlášť a jedním ovladačem celkové hlasitosti („Master Volume“), a pro Fender typickými šesti ladícími mechanikami v řadě.

## Design a produkce
Přestože byl Starcaster navržen Genem Fieldsem jako špičkový nástroj, byl vyráběn v době kdy se kvalita výrobků Fender znatelně snížila. Na rozdíl od většiny ostatních pololubových kytar, jejichž krk je lepený, má Starcaster, stejně jako ostatní fendery té doby, krk přišroubovaný třemi šrouby.
Starcaster byl vyráběn od 1976 nebo 1977 do 1980 nebo 1982, zdroje se rozcházejí. Na reklamním plakátu z roku 1977 je psáno, že první Starcaster byl vyroben roku 1975.

## Další použití jména Starcaster
Přestože je Fender znám dobově přesnými reedicemi (někdy i uměle zestařenými) svých klasických nástrojů (od nejznámějších Stratocasterů, Telecasterů a baskytar přes ty méně známé, jako třeba Mustang nebo 12strunný Stratocaster), reedice ani vylepšená verze Starcastera nikdy nespatřila světlo světa. Podle některých zdrojů v jednu dobu Fender uvažoval o uvedení baskytary odvozené od Starcasteru, přesto by se pravděpodobně prodávala pod jinou značkou. Jméno Starcaster nyní připadlo v podobě značky „Starcaster by Fender“ řadě levných kytar a bicích sad, které ovšem s původním Starcasterem nemají nic společného.

## 2013 znovuvydání
V září roku 2013 společnost Fender vydala reissue původního modelu Starcaster v rámci řady "Modern Player". Nová verze, nabízená v černé, přírodní a "stařené" cherryburst barvě, se vizuálně velice podobá původnímu modelu, ale chybí jí některé zásadní prvky, typické pro Starcaster: master-volume ovladač hlasitosti, kobylka se strunami skrz tělo, srážeč strun přes čtyři struny, vystupující matice výztuhy krku (bullet design) a uchycení krku na tři šrouby. Nový model je osazen kobylkou typu tune-o-matic s pevným struníkem. V rámci řady "Modern Player" společnost Fender také překvapivě uvedla baskytaru Starcaster Bass, jedná se o první oficiálně vydanou baskytaru odvozenou od modelu Starcaster, přestože v půlce 70. let byly vytvořeny nejméně tři prototypy. Přestože Fender ve svých materiálech baskytaru označuje Starcaster Bass, na hlavě, na rozdíl od většiny produkce, nenese název modelu, ale pouze logo společnosti Fender. Tento prvek byl pravděpodobně převzat právě ze zmiňovaných původních prototypů.

## Popularita
Starcaster byl komerčně neúspěšný. Jedním z důvodů byla pravděpodobně image značky Fender – „výrobce kytar s plným tělem a single coil snímači“, naproti tomu Gibson byl znám jako „značka pololubových a humbuckery osazených kytar“. Výsledkem je, že Starcastery jsou velmi vzácné. Přesto je jejich cena na dnešním trhu s vintage kytarami nižší než cena ostatních pololubových kytar ze stejného období. Přestože (nebo možná právě proto), že jsou nepříliš dobrou sběratelskou investicí, používá je několik vrcholových kytaristů jako své hlavní nástroje. Jonny Greenwood, kytarista Radiohead, často používá Starcastery na pódiu. Sammy James, Jr. kytarista a frontman Mooney Suzuki používá Starcastera v přírodní povrchové úpravě a objevil se s ním i v pořadu Late Night with Conan O'Brien 21. června 2007. Dalšího Starcastera začal používat Dave Keuning z kapely The Killers krátce po vydání alba Sam's Town. Trey Anastasio z Phish hraje na zakázku vyrobený Languedoc, který je kopie vintage Starcastera. Kytarista Arctic Monkeys Jamie Cook odehrál na Starcastera vystoupení na Readingském festivalu v roce 2009 a hrál na něj i v klipu k písni 'Crying Lightning' z téhož roku.

## Známí uživatelelé Starcastera
- Rubén Albarrán z Café Tacvba[1]
- Jonny Greenwood z Radiohead (poprvé použit na albu OK Computer, často používán také na Kid A a Amnesiac)[2]
- Steve Mazur z Our Lady Peace[3]
- Jesse Tobias z Morrissey[4]
- Bob Weir z The Grateful Dead
- Wayne Hussey z The Mission a The Invisible Girls
- Jamie Cook z Arctic Monkeys (zřetelně je vidět v klipu k Crying Lightning)
- Chris Walla z Death Cab for Cutie[5]
- Dave Keuning z The Killers (v klipu k For Reasons Unknown)
- Martin Gore z Depeche Mode
- Wes Borland z Limp Bizkit[6]
- Mert Caner z The Flue
- Taylor York z Paramore[7]
- Leo Nocentelli z The Meters[8]